# Sokoli ząb

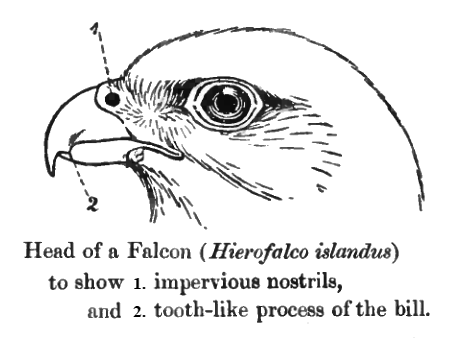
Rysunek przedstawiający głowę białozora (Falco rustricolis syn. Hierofalco islandus). Sokoli ząb oznaczony cyfrą 2

Sokoli ząb – termin odnoszący się do tępej struktury na dziobie u sokołów (Falconinae), ale również u kań (Milvus) i dzierzb (Lanidae).  
Struktura ta znajduje się na szczęce. Sokolemu zębowi natomiast odpowiada wcięcie na żuchwie. Służy przede wszystkim do chwytania zdobyczy i szybkiego jej uśmiercania poprzez łamanie kręgów szyjnych, później ten przyrząd nie jest potrzebny (następuje „skubanie” ofiary). Cały mechanizm ogółem jest porównywany do cięcia nożycami. Sokoli ząb jest skuteczny do zabijania przeważnie małych ofiar jak np. gryzoni i innych drobnych ssaków lub małych i dużych ptaków (np. wróbli, skowronków, bażantów, gołębi) oraz ich piskląt. 
W porównaniu do jastrzębi i orłów, sokoły i dzierzby nie mają tak mocnych szponów, które mogłyby skutecznie uśmiercić zdobycz, a więc sokoli ząb zastępuje im to.